# 함양 금대암 전나무
함양 금대암 전나무(咸陽 金臺庵 전나무)는 대한민국 경상남도 함양군 마천면 가흥리에 있는 전나무이다. 1998년 11월 13일 경상남도의 기념물 제212호로 지정되었다.

## 개요
전나무는 사시사철 잎이 푸른 상록침엽수로 추위에 대한 내한성이 강해 전국 어디에서나 자란다. 잎은 길이 4cm정도의 침모양이고, 꽃은 4월 하순에 피며, 열매는 원통형으로 위를 향하면서 10월초에 익는다.
금대암의 전나무는 지리산을 바라보며 우리나라 산맥을 잇는 백두대간의 끝자락에 위치한 금대암 입구에 두 그루가 서있다. 나무의 나이는 500여 년 정도로 추정되며, 큰 나무의 높이가 40m, 둘레가 2.92m로 우리나라 전나무 중에서는 가장 오래되었으며 가장 크다.
탁영 김일손이 쓴 기행문의 내용으로 미루어 행호조사(行乎祖師:1403년)가 다시 세운 금대암에는 오래 된 소나무가 많이 있었으며 현재의 전나무 두 그루도 당시의 나무로 추측된다.

## 참고 문헌
- 함양금대암전나무 - 국가유산청 국가유산포털